# Matzkirch
Matzkirch, polnisch Maciowakrze ist ein Dorf in der Landgemeinde Pawlowitzke im Powiat Kędzierzyńsko-Kozielski der Woiwodschaft Opole in Polen. Es liegt nahe der Grenze zu Tschechien.

## Geografie und Charakter
Das 858 Hektar große Gebiet liegt im südwestlichen Teil Polens und im Westen Oberschlesiens. Für Matzkirch ist der Anbau landwirtschaftlicher Erzeugnisse (Getreide 76,7 %, Kartoffeln 2 %, Zuckerrüben 10 %, Rüben 10 %) die wichtigste Einnahmequelle.
Matzkirch grenzt im Süden an die Stadt Baborów (Bauerwitz). Westlich von Matzkirch liegt Dobrosławice (Ehrenhöhe). Die Grenze dort verläuft ab Chaussee Bauerwitz–Ehrenhöhe sowie ab dem Bahnübergang. Nördlich befinden sich die Dörfer Dobieszów (Dobischau) sowie Radoszowy (Radoschau) sowie vier kleine Wäldchen. Entlang der Grenze nach Radoszowy verläuft ein namenloser Wasserlauf. Er endet als rechter Zufluss des „Potok Cisek“. Die östliche Grenze bilden die Dörfer Koza (Heinrichsdorf) sowie Szczyty (bis 1936 Tscheidt, 1936–1945 Maxwaldau).

## Geschichte

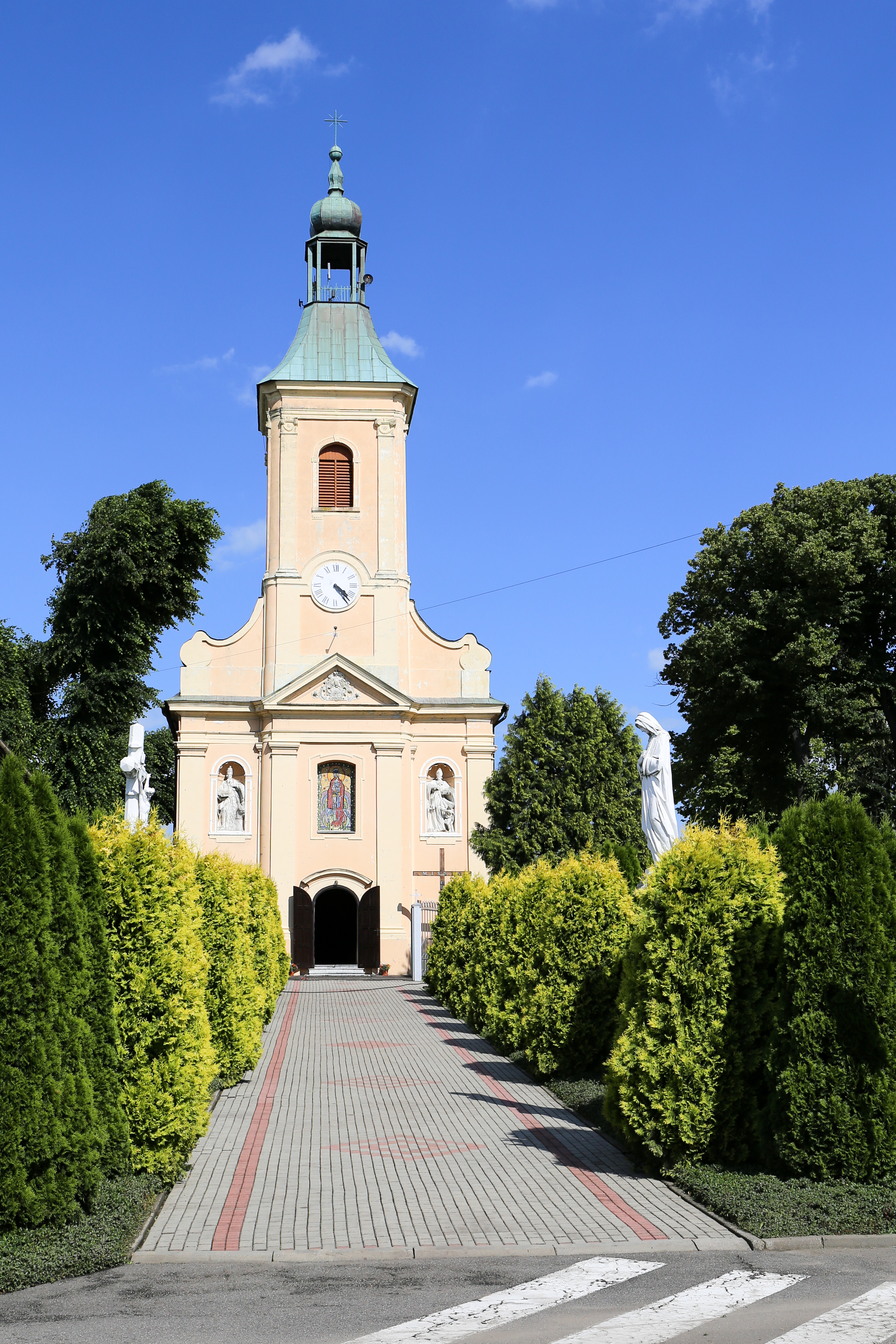
St. Florian, Matzkirch

Aus zahlreichen Urkunden lässt sich erschließen, dass das Dorf Matzkirch eine Niederlassung deutscher Siedler in slawischer Umgebung war. Erste Erwähnungen über Matzkirch stammen aus dem Jahr 1223, als der Breslauer Bischof Lorenz die Kirche in Matzkirch mit dem Zehnt von Gogolin belehnte.
Am 19. März 1264 erlaubte der Breslauer Bischof Thomas II. das Zusammenlegen der beiden Kirchen in Matzkirch und Stanice(?) unter dem Patronat des Klosters Rauden. 1272 wurde erstmals eine Scholtisei erwähnt.
Am 26. April 1316 erhielt das Dorf das Herzogsrecht(?) durch Herzog Wladislaus von Beuthen-Cosel. 1408 erließ Herzog Konrad von Cosel den „armen Leuten von Matzkirch“ die Arbeiten auf seinen Vesten und Vorwerken gegen ein Jahresgeld von 3 1⁄2 Mark. 1587 verlieh der Raudener Abt Michael dem Kretschmer Balenga den Freibrief zum Betreiben einer Gastwirtschaft, die bis in das Jahr 1808 bestand.
Am 25. August 1652 wurde die unter der Leitung des Raudener Abtes Andreas Emanuel Pospeli die neu erbaute Schrotholzkirche dem hl. Florian von Lorch geweiht. Von 1728 stammt die erste Erwähnung einer Schmiede, betrieben von einem Herr Dzwiza. 1752–1754 erfolgte der Bau der ersten Mühle durch Raudener Mönche. 1773 wurde die heutige barocke Kirche errichtet.
Am 1. Januar 1889 wurde die Freiwillige Feuerwehr von Matzkirch gegründet. Im April 1889 wurde die Bahnlinie Groß Neukirch–Bauerwitz eröffnet und zeitgleich die erste Poststelle in Matzkirch im Auszugshaus des Bauern Franz Waluga. Im Jahre 1935 übernahm Joseph Piosczyk die Poststelle.
Bei der oberschlesischen Volksabstimmung am 20. März 1921 stimmten in Matzkirch 538 Personen für den Verbleib beim Deutschen Reich und 107 für einen Anschluss an Polen – Matzkirch verblieb in Deutschland bzw. der Provinz Oberschlesien der Weimarer Republik. Am 6. Oktober 1923 wurde das Dorf an das Stromnetz angeschlossen. An der 1842 erbauten zweiklassigen Schule haben die Lehrer Venantius Schirmeisen (seit 1923), Gerhard Alscher (seit 1933) und die Lehrerin Gertrud Kothe (seit 1934) unterrichtet. Im Januar 1926 wurde ein Sportverein gegründet und ebenfalös 1926 das Gut Matzkirch vom preußischen Staat erworben, das ein Jahr später an die Schlesische Landschaft verkauft wurde.
1945 wurde der Ort als Maciowakrze Teil Polens und am 3. September 1946 erfolgte der erste Unterricht in polnischer Sprache durch die Lehrer Andrzej und Helena Kocman.
1970 bekam die Freiwillige Feuerwehr Maciowakrze ein neues Feuerwehrhaus. Der Feuerwehrführer war Hubert Kubanek und sein Stellvertreter Josef Kurka. Am 7. März 1983 kam es zu einem Großbrand in Maciowakrze. In den Nachmittagsstunden fing die St.-Florian-Kirche an zu brennen.
Im Jahre 1996 wurde der Eisenbahnverkehr (Personenbeförderung) zwischen Kędzierzyn-Koźle und Baborów eingestellt. Es findet nur noch vereinzelt Güterverkehr statt.
Am 22. März 2001 starb im Alter von 91 Jahren Pater Hyazinth Theodor Mende, der am 16. März 1940 in Fürstenzell bei Passau zum Priester geweiht worden war und seit 1996 im Salvatorianer-Kloster Steinfeld seinen Lebensabend verbracht hatte.
Am 30. September 2014 erhielt der Ort zusätzlich den amtlichen deutschen Ortsnamen Matzkirch.